# 南湖国旅

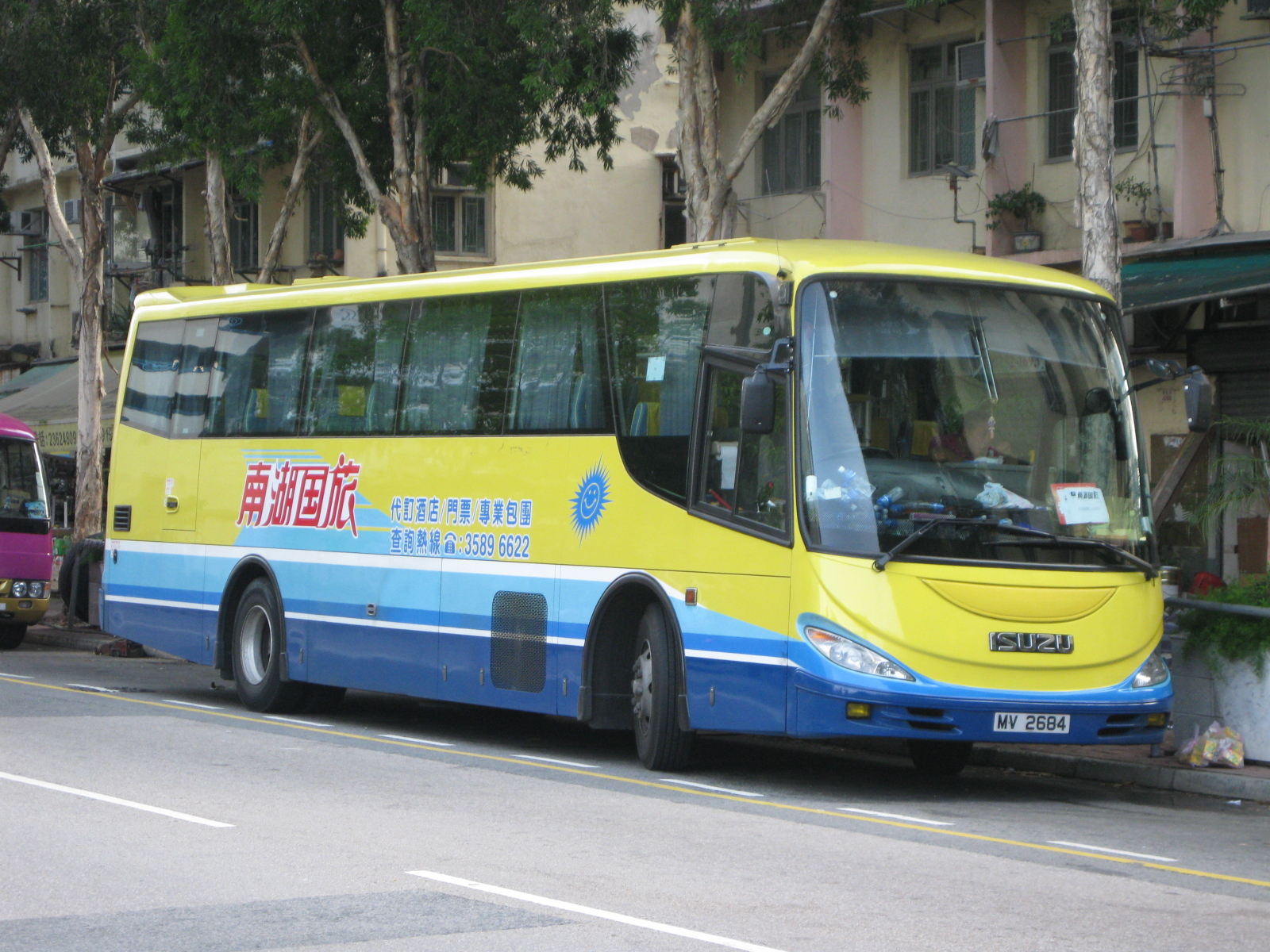
南湖國旅在香港的旅遊巴

南湖国旅，全名广东南湖国际旅行社有限责任公司，是总部位于广州市的一家大型旅行社。2009年组团量突破200万人次，营业额近17亿元。